# لوکوموتیو AD43C

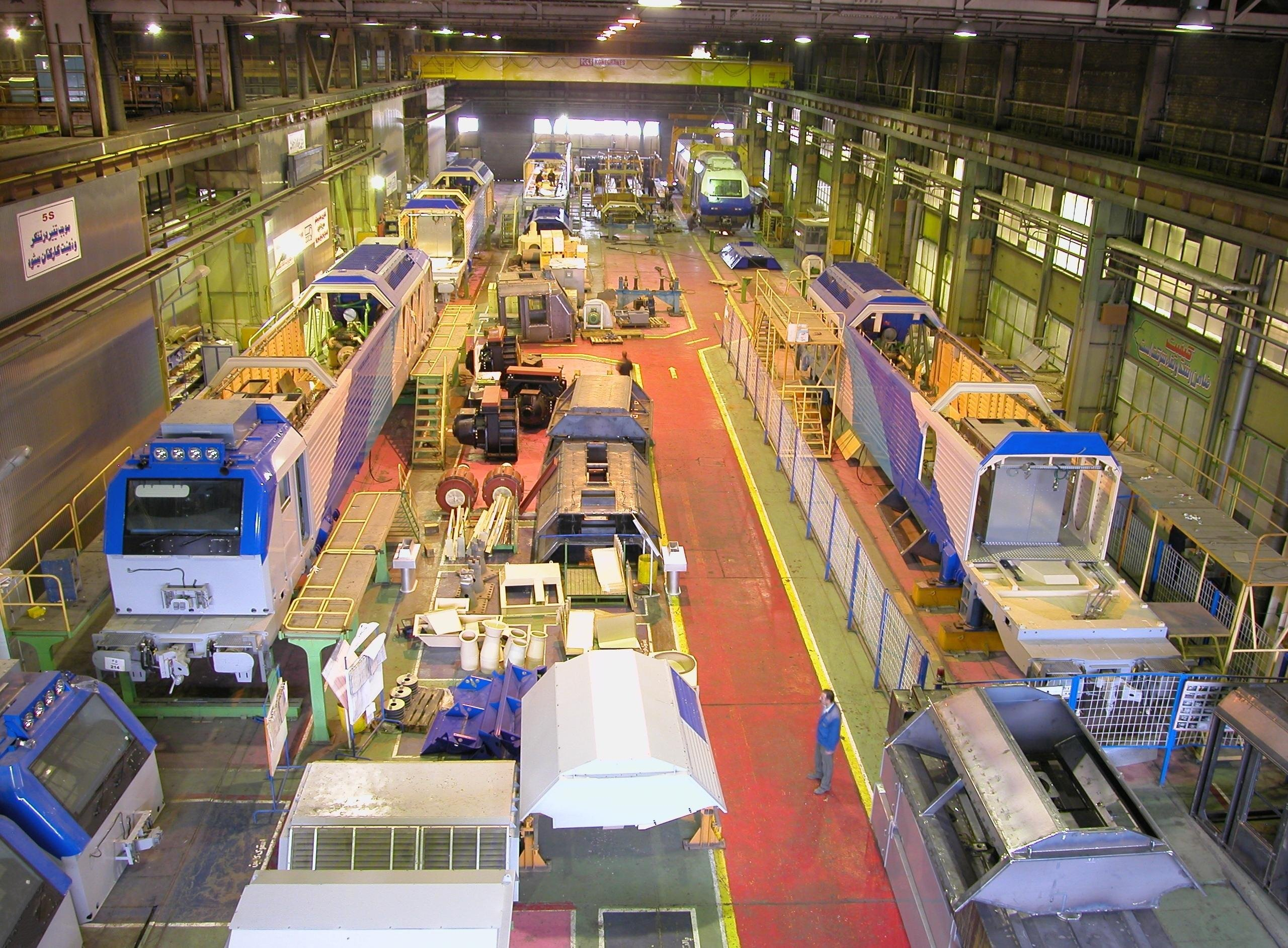
خط تولید لکوموتیو AD43C در واگن‌پارس

لکوموتیو AD43C گونه‌ای لکوموتیو دیزلی‌الکتریکی با کاربری کشندهٔ دوگانهٔ واگن‌های مسافری و باری است که توسط شرکت آلستوم فرانسه طراحی گردیده‌است. تولید این لکوموتیو از سال ۲۰۰۰ میلادی شروع گردید. در سال ۱۹۹۸ قراردادی بین آلستوم و راه‌آهن جمهوری‌اسلامی بسته‌شد که به‌موجب آن تأمین ۲۰ لکوموتیو توسط کارخانه‌ی آلستوم در بلفور و ۸۰ لکوموتیو توسط شرکت واگن‌پارس اراک انجام شود. موتور تمامی لکوموتیوها توسط شرکت صنعتی و تولیدی دیزل سنگین ایران در آمل ساخته شد. شرکت واگن‌پارس اراک سالانه ۵۰ لوکوموتیو تولید می‌کند.